# Lillänggöl
Lillänggöl är en liten våtmark, tidigare sjö i Västerviks kommun i Småland och ingår i Botorpsströmmens huvudavrinningsområde.